# Łzy św. Piotra
Łzy św. Piotra – obraz hiszpańskiego malarza pochodzenia greckiego Dominikosa Theotokopulosa, znanego jako El Greco.
El Greco był pierwszym w Hiszpanii artystą, który apostołów malował w półpostaci. Dzięki temu lepiej można było ukazać ich emocje, co przybliżało ich do wiernych. W XVI wieku temat ukazania sakramentu pokuty i pojednania stał się bardzo modny. El Greco otrzymał wiele podobnych zamówień. W 1584 roku namalował, na wzór Tycjanowskiej Pokutującej Magdaleny własną wersję pt. Pokuta Marii Magdaleny. Temat Piotra namalował przynajmniej pięć razy. Obecnie znane wersje znajdują się w Bowes Museum, Szpital Tavera w Toledo, San Diego Museum of Art, Museo Soumaya w Meksyku i The Phillips Collection.

## Opis obrazu
Obraz przedstawia apostoła Piotra, który po trzykrotnym wyparciu się Jezusa, „wyszedł na zewnątrz i gorzko zapłakał” (Mt.26,75). Piotr stoi pod drzewem, jego dłonie złożone są do modlitwy a głowa skierowana ku niebu. Modląc się prosi Boga o wybaczenie. Na jego twarzy rysuje się żal za popełniony grzech, a oczy przepełnione są łzami. Motyw załzawionych oczu będzie często naśladowany przez późniejszych malarzy, a dla barokowego malarza Guida Reniego stał się znakiem rozpoznawczym. Wokół głowy Apostoła widać zielone gałązki, symbolizujące odrodzenie i nawiązujące do drzewa życia jakim był krzyż. Śmierć Chrystusa na krzyżu zapowiada zmartwychwstanie. U jego pasa widoczne są dwa klucze, symbol władzy nad Kościołem dany mu od Jezusa:

I tobie dam klucze królestwa niebieskiego; cokolwiek zwiążesz na ziemi, będzie związane w niebie (Mt. 16,19)

Po lewej stronie w tle El Greco umieścił małą scenkę. Nie jest ona widoczna na pierwszy rzut oka, ale po głębszym przyjrzeniu się widać Marie Magdalenę odkrywającą pusty grób Jezusa. Obok niej widać jasną postać anioła, który zgodnie z Ewangelią nakazał jej i kobietom jej towarzyszącym, by powiadomili uczniów o zmartwychwstaniu Chrystusa.

## Inne wersje

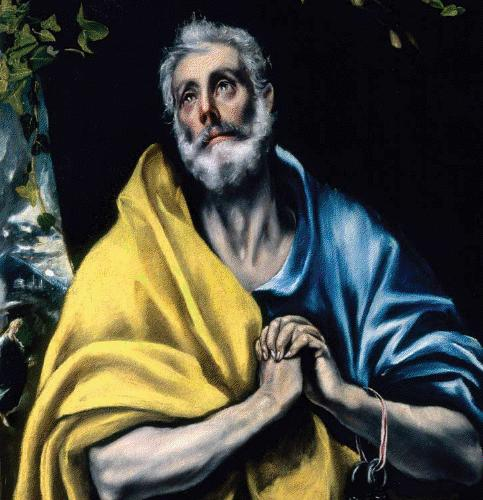
1587–1596 Museo Soumaya 96,5 × 79 cm
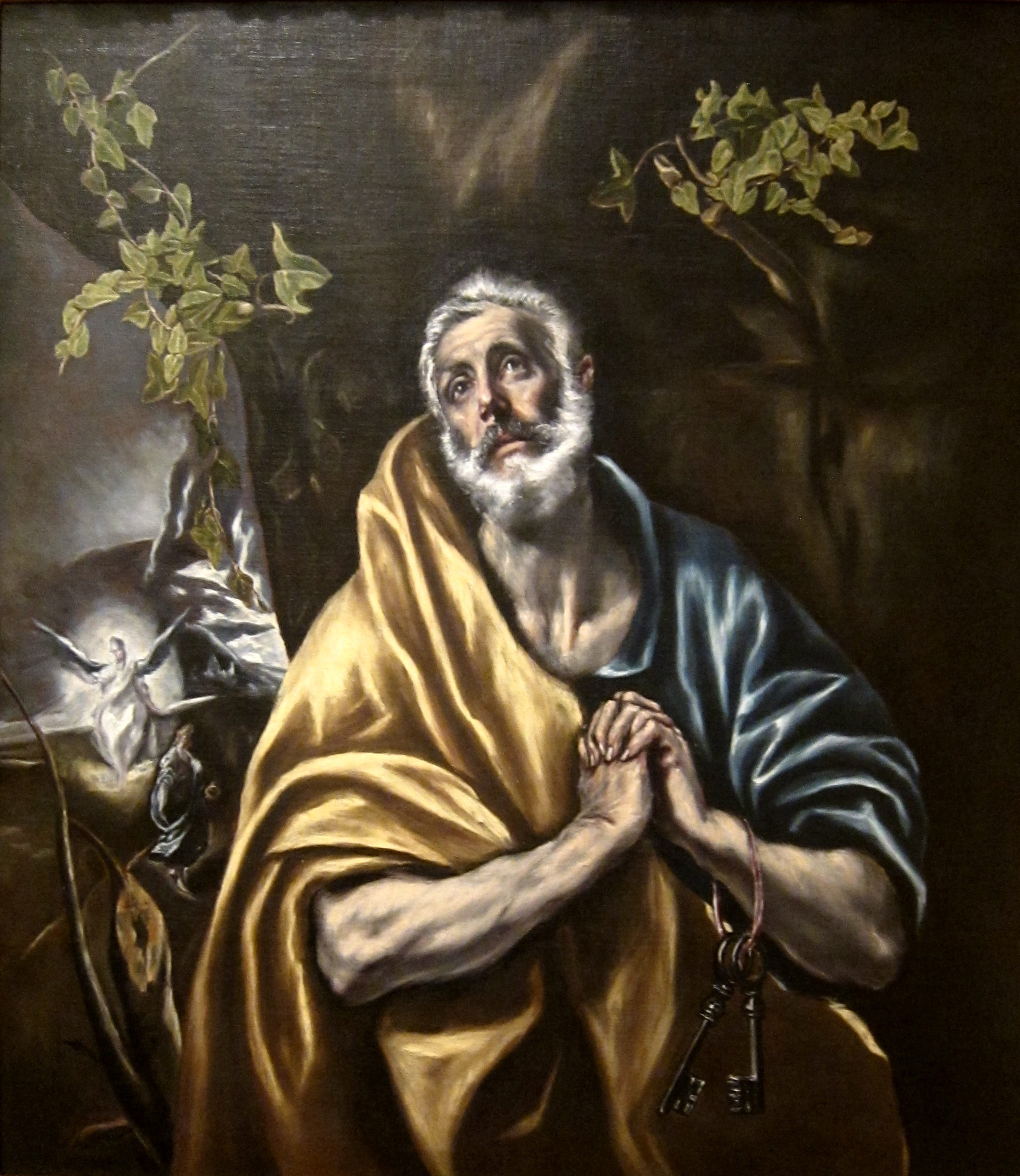
1590–1595 San Diego Museum of Art, 125,1 × 107,6 cm,
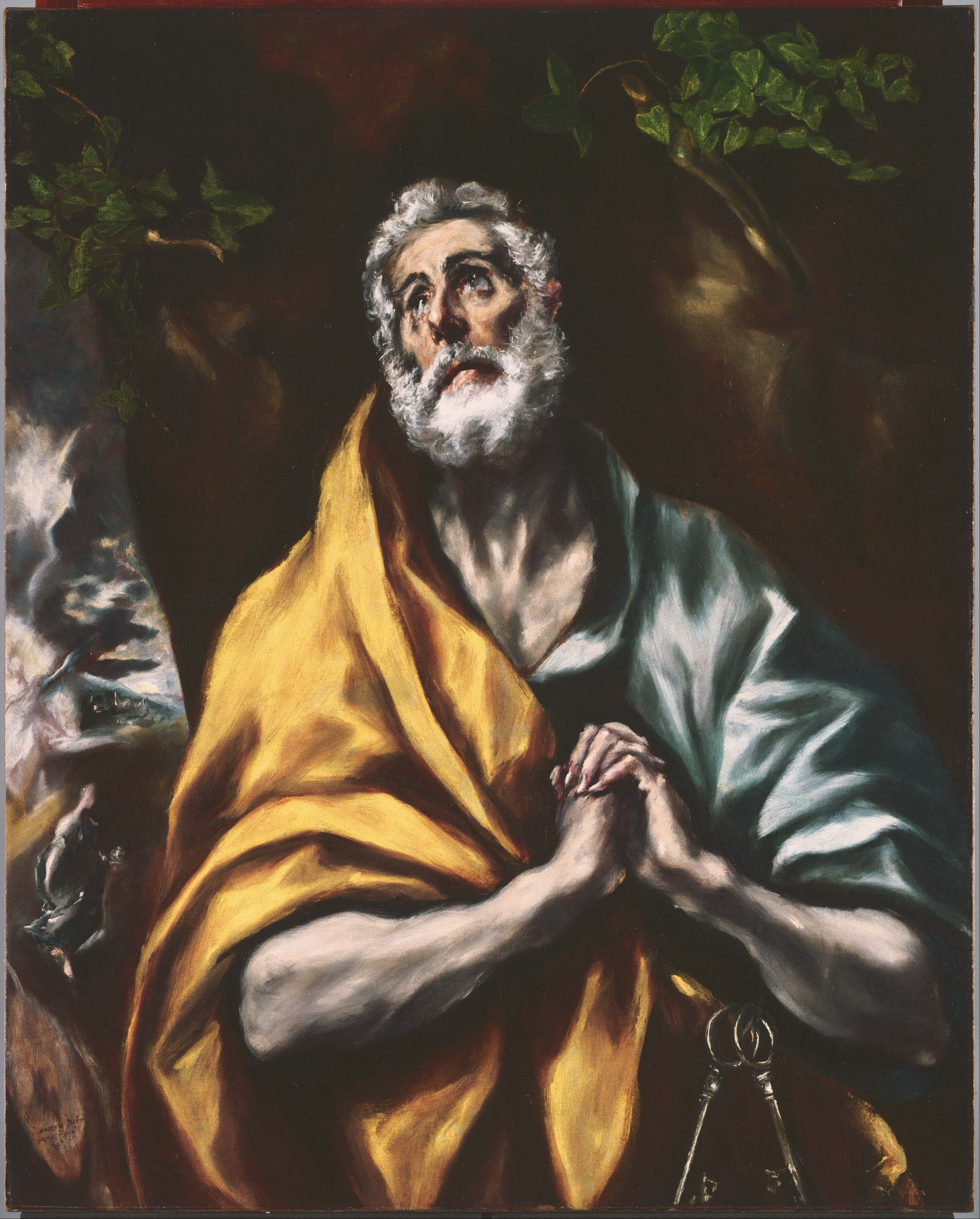
1600–1605 Phillips Collection 93,7 × 75,2 cm
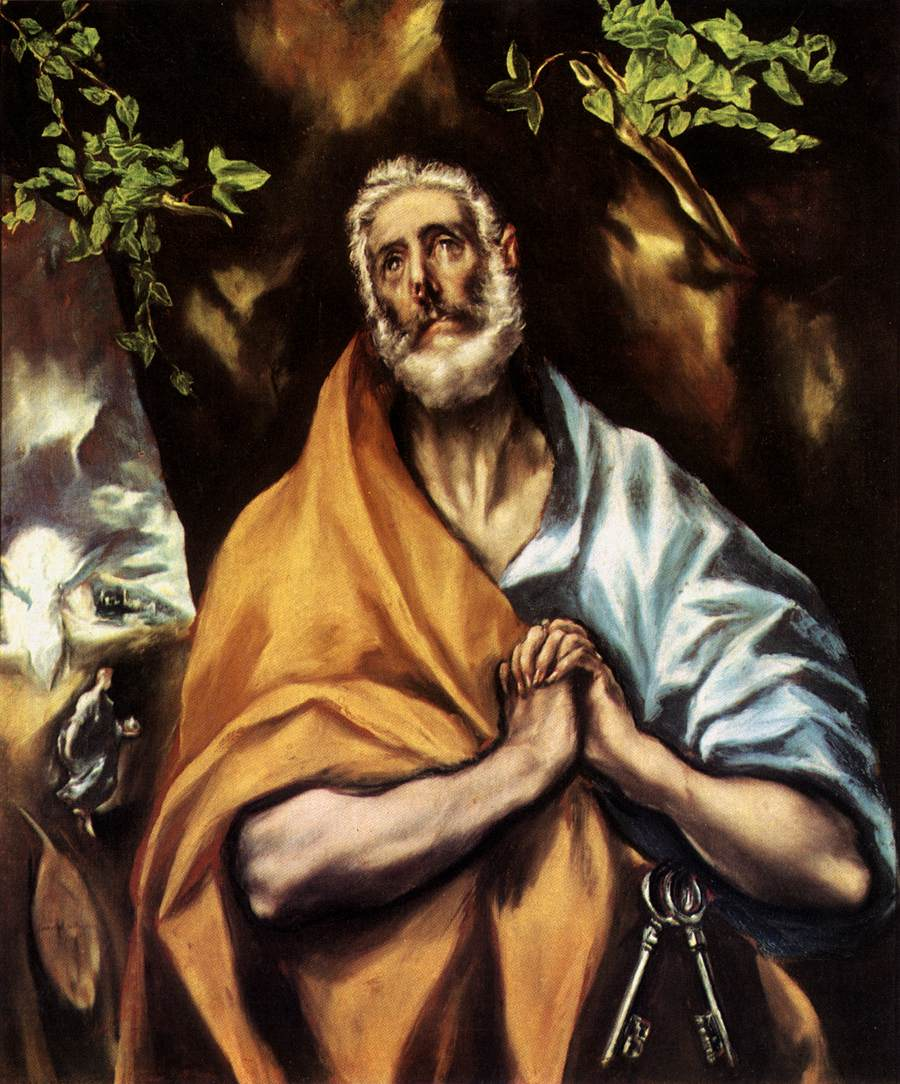
1605 Hospital de Tavera w Toledo 108 × 89,5 cm

- Łzy św. Piotra – po 1590, 102 × 79,5 cm Narodowe Muzeum Sztuki, Architektury i Projektowania w Oslo. Obraz znajdował się do 1923 roku w kolekcji Christiana Langaarda, by na mocy testamentu trafić do zbiorów muzealnych[1]
- Łzy św. Piotra – , wczesny XVII wiek lub (1585-1595)[2] 20,3 × 15,9, National Gallery w Londynie[3]; najmniejsza wersja przedstawiająca tylko głowę Piotra